# Presenza digitale economica significativa
La presenza digitale economica significativa indica una significativa e continuativa presenza economica di un'impresa digitale nel territorio dello Stato, costruita in modo tale da non risultare una consistenza fisica nel territorio stesso. La presenza digitale economica significativa è uno degli indicatori economici da considerare al fine di valutare se sussista o meno una stabile organizzazione.

## Gli interventi dell'Unione Europea
L'Unione Europea è intervenuta a più riprese a proposito della tassazione dell'economia digitale. Un importante passo è rappresentato dalla proposta di Direttiva COM (2018), che introduce il concetto di "Presenza Digitale Significativa" quale nesso di imponibilità del reddito prodotto in un determinato Paese e prevedendo regole per l'attribuzione del profitto a tale Presenza Digitale Significativa.
L'attività dell'impresa, per godere dell'attributo di Presenza Digitale Significativa deve espletarsi, almeno in parte, attraverso la fornitura di servizi digitali tramite una interfaccia digitale. In aggiunta, sono previsti altri fattori di cui tener conto per poter individuare se una presenza digitale sia significativa. In particolare: ricavi e utili, utenti, contratti di fornitura. Tra i ricavi imponibili devono essere annoverati : la collocazione su un'interfaccia digitale di pubblicità mirate agli utenti di tale interfaccia, la messa a disposizione di una interfaccia digitale multilaterale che permetta agli utenti di interagire e la trasmissione di dati riguardanti gli utenti e generati dall'attività degli utenti stessi. La proposta comunitaria, infatti, assume che il valore è generato perlopiù dagli utenti. Si tratta di un approccio innovativo che guarda, non all'ubicazione dell'impresa, ma al luogo in cui sono ubicati gli utenti stessi.

## Le modifiche alla nozione di Stabile Organizzazione
La tradizionale nozione di stabile organizzazione non può inquadrare perfettamente il profitto generato dalle imprese non residenti attraverso la tecnologia digitale. Come conseguenza di questa disposizione obsoleta, l'elusione fiscale è altamente probabile. Alla stessa conclusione è giunta l'OECD, la quale ha manifestato l'esigenza di provvedere a una innovazione del concetto di stabile organizzazione all'interno del Base Erosion and Profit Shifting. Ad oggi, è assente una disciplina specifica sui profitti che si inquadrano nell'economia digitale e di ciò giovano soprattutto imprese multinazionali, che sono solite sfruttare la loro presenza digitale e a-territoriale per ottenere significativi profitti in numerosi Paesi con una bassa imposizione fiscale specialmente nella loro attività di e-commerce.
Luc Hinnekens, tra gli ideatori di proposte volte all'innovazione della tradizionale nozione di stabile organizzazione, asserisce che il nesso per imporre una tassazione alle attività di commercio elettronico debba essere trovato non tanto avendo a mente la sede fisica dove si svolgono gli affari, quanto l'attività commerciale in sé. Per fare ciò, Hinnekens suggerisce l'ampliamento della definizione di stabile organizzazione contenuta all'art. 5 del Modello Ocse, che deve inevitabilmente tenere conto dell'impatto esercitato dalle nuove tecnologie. Si rende poi necessario introdurre una specifica disposizione ai Trattati già in vigore che sancisca un'imposizione fiscale anche al commercio via internet. Si tratterebbe di seguire le orme del Modello OCSE, che già disciplina la tassazione imposta ad artisti o sportivi, che non godono, per la natura della loro attività, di una stabile organizzazione.

## Il nuovo "nexus" dell'OCSE
L'OECD ha studiato il fenomeno dell'e-commerce per più di vent'anni, specialmente per quanto riguarda il suo impatto sulla legislazione tributaria internazionale e relativamente al necessario aggiornamento richiesto dalla comparsa di imprese digitali. Già nel 1998, infatti, l'OECD iniziava a riformulare il concetto di stabile organizzazione durante la Conferenza di Ottawa sull'e-commerce, la quale, come affermato dal Vice Presidente Al Gore, avrebbe dovuto fornire "una dichiarazione dei diritti per l'era elettronica". In questo contesto, Stefano Rodotà, in qualità di Presidente dell'Autorità Garante per la protezione dei dati personali, affermò: "Non si stanno fissando solo regole di mercato: si stanno definendo i caratteri futuri della nostra società globalizzata".
Nel 2005, il "Business Profits TAG" pubblica una relazione finale intitolata: “Are The Current Treaty Rules for Taxing Business Profits Appropriate for E-Commerce?”. Questa relazione mette in luce l'obsolescenza di alcune norme tributarie internazionali a fronte dell'innovatività del fenomeno dell'e- commerce. L'aspetto più critico è costituito dall'a-fisicità delle imprese digitali, in netta opposizione rispetto allo stretto collegamento sussistente tra applicabilità legislativa e territorio. Tra le soluzioni prospettate, il Business Profits TAG individua l'istituzione di un nuovo nexus, da ricercare nella "electronic (virtual) permanent establishment". Il sorgere del nexus si è reso necessario al fine di assottigliare il divario tra realtà fisiche e digitali, sussistente per ciò che concerne l'imposizione fiscale. Si cerca di individuare una base imponibile che possa colpire tanto le imprese con sede fisica in un determinato Paese, quanto le imprese non residenti , ma aventi una presenza economica digitale significativa in un dato territorio.
Il nexus, così come riportato dall'OCSE, si insedia in molteplici elementi, tra cui utili e ricavi, fatturato, fattori digitali. Tra i fattori digitali si annoverano: nome di dominio locale, piattaforma digitale locale, opzioni di pagamento locali, criteri basati sugli utenti. Tra i criteri basati sugli utenti, compaiono segnatamente: Monthly Active Users (MAU), contratti conclusi online e raccolta di dati.

## Quadro italiano: presenza digitale economica significativa e ISD
La Legge di bilancio 2018 ha modificato l'art. 162 TUIR introducendo al comma 2 la lett. f-bis). Attraverso questa novella, il legislatore italiano ha perseguito l'obiettivo di configurare una "stabile organizzazione" ogniqualvolta si rinvenga "una significativa e continuativa presenza economica nel territorio dello Stato costruita in modo tale da non fare risultare una sua consistenza fisica nel territorio stesso".
In relazione all'applicazione della ISD (imposta sui servizi digitali), questo criterio è entrato in contrasto con la Legge n. 145/2018. Questa legge stabilisce che, al fine di individuare i ricavi da assoggettare a ISD, è necessario utilizzare i dati di geolocalizzazione e di indirizzo IP degli utenti. Pertanto, per far fronte all'obbligo impositivo, l'impresa sarebbe obbligata a geolocalizzare i suoi utenti. La legge, infatti, prevede all'art. 40 che "un ricavo si considera tassabile in un determinato periodo d’imposta se l’utente di un servizio tassabile è localizzato nel territorio dello Stato in un periodo". L'art. 40-bis aggiunge che, per localizzare un dispositivo nel territorio dello Stato, è necessario fare riferimento all'indirizzo di protocollo Internet (IP) del dispositivo oppure ad altro sistema di geolocalizzazione, "nel rispetto delle regole relative al trattamento dei dati personali".
L'elemento problematico consiste nel fatto che nell'ordinamento italiano coesistono due norme, quella contenuta nel TUIR e quella contenuta nella Legge n. 145/2018, che prevedono due criteri di territorialità molto diversi: la prima norma considera tassabili i ricavi ottenuti da una impresa con presenza digitale significativa nel territorio dello Stato (riferimento alla localizzazione dell'impresa); la seconda, invece, considera tassabili i ricavi ottenuti dall'impresa sulla base degli utenti localizzati nel territorio dello Stato (riferimento alla localizzazione degli utenti). Il rischio risiederebbe in particolare in quelle società tecnologiche che operano in più Paesi e che, per questo motivo, sono già sottoposte ad imposte sui redditi in ciascuno di essi: in questi casi il reddito, già tassato sulla base delle norme previste in tema di imposte sui redditi, verrebbe tassato una seconda volta sulla base delle regole previste dalla web tax. Si tratta del fenomeno della "doppia imposizione", vale a dire quella situazione che si verifica nel caso in cui il medesimo reddito venga tassato più volte da autorità fiscali differenti.
Per scongiurare il rischio di una "doppia imposizione", ci si è domandati se fosse possibile ricorrere allo strumento della Convenzione internazionale. Sul punto è intervenuta l'Agenzia delle Entrate con Circolare 3/2021: partendo dal presupposto che le Convenzioni stipulate dall'Italia con gli altri Stati contraenti per evitare le doppie imposizioni riguardano redditi e patrimoni, e constatato che emerge la natura indiretta dell'imposta sui servizi digitali, in concreto una eventuale Convenzione internazionale non potrebbe essere applicata alla ISD. Il profilo della doppia imposizione rimane quindi un elemento problematico, non risolvibile tramite accordo internazionale.